# Parihuzovce
Parihuzovce (rusiń. Паризівцї, Paryziwcji; ukr. Паризівці, Paryziwci) – wieś (obec) na Słowacji położona w kraju preszowskim, w powiecie Snina. Pierwsze wzmianki o miejscowości pochodzą z roku 1567.
Według danych z dnia 31 grudnia 2012, wieś zamieszkiwało 30 osób, w tym 13 kobiet i 17 mężczyzn.
W 2001 roku rozkład populacji względem narodowości i przynależności etnicznej wyglądał następująco:
- Słowacy – 46,43%
- Rusini – 39,29%
- Ukraińcy – 10,71%

Ze względu na wyznawaną religię struktura mieszkańców kształtowała się w 2001 roku następująco:
- Katolicy rzymscy – 17,86%
- Grekokatolicy – 14,29%
- Prawosławni – 60,71%
- Ateiści – 3,57%
- Nie podano – 3,57%